# Антон Димитрачков
Антон Димитрачков е български актьор на свободна практика.

## Биография
Роден е на 1 август 1994 година в град Самоков. През 2022 година завършва Нов български университет със специалност актьорство за драматичен театър в класа на доцент Снежина Петрова. Дебютира на сцената на Античен театър (Пловдив) в „Медея“ по Еврипид, постановка Десислава Шпатова. След премиерата В град Пловдив, представлението се играе в град София на сцената на „Театър Азарян“.
През 2019 г. взима участие в три проекта, които са част от Европейска столица на културата, Пловдив 2019 – „Медея“ на Десислава Шпатова, „Историята ти(ТИ) в мен“ и „Градът HotSpots“ на Възкресия Вихърова.
Докато е студент през 2021 г. се снима в „Блок“, за ролята си е номиниран за най-добра поддържаща мъжка роля от „Съюз на българските филмови дейци“ през 2023 година.
Във филма „Гунди – Легенда за любовта“ изиграва ролята на легендарния футболист от ПФК „Ботев“ (Пловдив), Георги Попов - Тумби.

## Филмография
- Пътешествието на един матрак (2025) - реж. Лина Павлова, късометражен филм[6]
- Гунди – Легенда за любовта (2024) – Георги Попов – Тумби, реж. Димитър Димитров, пълнометражен филм
- Алфа (2024) – лудият, реж. Димитър Коцев – Шошо, телевизионен сериал[7]
- Блок (2023) – Габриел, реж. Тодор Мацанов, пълнометражен филм[8][4]
- Горчиво (2023) – Самуил, реж. Димитър Донски, късометражен филм[9]
- Сашето с кинокамерата (2022) – супергерой, реж. Евгения Танева, късометражен филм[10]
- Краят на кръга (2022) – побойникът, реж. Димитрис Георгиев късометражен филм[11]
- Братя (2022) – Георги, реж. Георги Димитров, телевизионен сериал
- Инвазията на червения-бял град (2021) – главатарят на зомбитата, реж. Любо Маринов, късометражен филм[12]
- 10 секунди (2021) – реферът, реж. Евгения Танева, късометражен филм[13]
- Рут (2020) – момчето в спалнята, реж. Цветелина Матеева, късометражен филм[14]
- Пътят на честта (2019) – Ангел, реж. Димитър Коцев – Шошо, телевизионен сериал[15]
- Берлин – да прескочиш стената (2019) немски граничар, реж. Джийн Бергерон, документален филм[16]
- Началото на (2019) – художникът, реж. Ели Бързашка, късометражен филм[17]

## Театрални роли[18][19]

### Театър 199
- „Животът пред теб" от Ромен Гари – Мадам Лола, Бащата, господин Дрис, реж. Катя Петрова

### Театър „София“
- „Пер Гюнт“ от Хенрик Ибсен – трол, сватбар, бащата на Анитра, моряк, реж. Катя Петрова

### Топлоцентрала
- „Чиста игра“ по „Обругаване на публиката“ от Петер Хандке, реж. Живко Гущеров

### Театър Азарян
- „Медея“ от Еврипид – хор, реж. Десислава Шпатова
- „Смарт Коледа“ – елф, реж. Мария Веселинова

### Национален студентски дом
- „Каше“ авторско представление – скинарят, реж. Христо Хр. Симеонов
- "Common people" вербатим театър, реж. Василия Дребова

### Артисти за НЕнасилие
- „Историята ти(ТИ) в мен“ документален театър – Вальо бавния, реж Възкресия Вихърова
- „Градът HotSpots“ интерактивен театър, реж. Възкресия Вихърова

### YALLTA Art Room
- "SHIFT" танцов театър – Генераторът, хореограф Емилия Тончева

### Театър НАТФИЗ
- „12 разгневени мъже“ – разсилният, реж. проф. Ивайло Христов

### Университетски театър НБУ
- „Жените срещу Дон Жуан“ от Ерик-Еманюел Шмит – Сганарел, реж. Десислава Шпатова
- „Вишневите хора“ по „Вишнева градина“ на Антон Чехов – Лопахин, реж. Марий Росен
- „Стравински и Шанел“ танцов театър, хореограф Маргарита Градечлиева
- „изМИСЛЕНи“ танцов театър, хореограф Анна Пампулова
- „Чайка, чайки, Чайката“ по ''Чайка" на Антон Чехов – Медведенко, реж. Възкресия Вихърова
- „Памфлетът“ – войникът, автор и режисьор Едуард Морган
- „Езерото“ от Михаил Дурненков – Николай, реж. Десислава Шпатова

### Народен театър „Иван Вазов“
- „75 години Технически университет“ концерт-спектакъл – студент, реж. Димитър Шарков

## Номинации и награди
- Номинация за най-добра поддържаща мъжка роля в „Блок“ през 2023 г. от „Съюз на българските филмови дейци“ за наградите „Васил Гендов“[20]